# منطقة روبنجار
روبنجار رمزها «RU» (بالإنجليزية: Rupnagar)‏ ، هو تقسيم إداري لدولة الهند تتبع ولاية بنجاب (بالإنجليزية: Punjab)‏ ، مركزها هو مدينة روبنجار (بالإنجليزية: Rupnagar)‏ عدد سكانها حسب تعداد سنة 2001 هو 1,110,000 ، مساحتها 21,117 كم² وكثافة السكان 524 لكل كم² .

## أعلام
- أجاي سينغ